# Calogero Lo Giudice
Calogero Lo Giudice (Enna, 16 giugno 1938 – Enna, 24 agosto 2021) è stato un politico italiano. Esponente della Democrazia Cristiana, è stato presidente della Regione Siciliana e parlamentare europeo.

## Biografia
Legato a Piersanti Mattarella ed esponente della corrente morotea, avvicinandosi poi a Ciriaco De Mita, fu deputato all'Assemblea Regionale Siciliana nella VII (1971-1976), VIII (1976-1981), IX (1981-1986) e X (1986-1991) legislatura.
Componente di numerosi governi regionali siciliani, dal 22 dicembre 1982 al 19 ottobre 1983 è stato presidente del 37º governo regionale. Assessore ai Trasporti e Turismo nel XXXV governo, all'Agricoltura nel 40º, 41º e 42º governo regionale.
È stato eletto deputato europeo alle elezioni del 1989 per la lista della DC. È stato membro della Commissione per i bilanci, della Commissione per il controllo di bilancio, della Delegazione per le relazioni con l'Organizzazione delle Nazioni Unite, della Delegazione per le relazioni con gli Stati Uniti, della Sottocommissione per i diritti dell'uomo. Ha poi aderito all'UDC.